# Steve Nash (polski DJ)
Steve Nash, właściwie Kacper Minor-Nowak (ur. 8 czerwca 1990) – polski DJ, remikser, producent muzyczny, kompozytor i pianista od lat na stałe związany z Toruniem.
Trzykrotny mistrz świata DJ-ów International Dj Association w latach 2012, 2013 i 2015, trzykrotny mistrz świata w Finger Drummingu podczas Sample Music Festival 2020 i 2023 (Berlin), oraz King Of Flip 2024 (Tokyo).

## Życiorys
Ukończył Państwową Ogólnokształcącą Szkołę Muzyczną II st. w Częstochowie i Akademię Muzyczną im. Grażyny i Kiejstuta Bacewiczów w Łodzi. 

## Kariera muzyczna
W 2014 stworzył projekt muzyczny Steve Nash & Turntable Orchestra Symfonicznie, nowatorsko łączącego muzykę klasyczną z elektroniką i jazzem, z wykorzystaniem orkiestry i turntablizmu. Projekt ten został nagrodzony w 2017 r. Nagrodą Muzyczną Programu Trzeciego – „Mateusz” w kategorii muzyki rozrywkowej - "Debiut"
Współpracował z wykonawcami muzyki jak np. O.S.T.R., Małpa, Grubson, a w ramach Męskiego Grania 2016 także z Tomaszem Organkiem, Dawidem Podsiadło czy z O.S.T.R.-em.
Na swoim koncie ma również projekt „Rodziewicz”, zrealizowany we współpracy z wybitnymi saksofonistami Jackiem Rodziewiczem, Maciejem Sikałą oraz trębaczem Marcinem Gawdzisem. Od kilku lat regularnie współpracuje z toruńskim raperem Małpą, z którym występuje zarówno jako DJ, jak i hypeman.
Stworzył aplikację Crosspad.app do tworzenia muzyki.

## Dyskografia

### Albumy
- 2017: Steve Nash & Turntable Orchestra - Out of Fade [Polskie Radio]

### Single
- 2017: Steve Nash & Turntable Orchestra - "Źródło" (feat. Bisz), "Epicentrum" (feat. O.S.T.R.)

### Inne utwory
- 2016: Dawid Podsiadło - "Pastempomat RMX"; O.S.T.R. / Sacha Vee - "To mój dzień"